# آنتوان باربور
آنتوان باربور (انگلیسی: Antwain Barbour؛ زادهٔ ۱۷ ژوئن ۱۹۸۲) بازیکن بسکتبال اهل ایالات متحده آمریکا است.
از باشگاه‌هایی که در آن بازی کرده‌است می‌توان به کنتاکی وایلدکتز و سیبونا زاگرب اشاره کرد.
وی در مسابقات کشوری و بین‌المللی در مجموع برندهٔ ۱ مدال برنز شده‌است.